# Lớp tàu khu trục L và M
Lớp tàu khu trục L và M là một lớp bao gồm 16 tàu khu trục được Hải quân Hoàng gia Anh Quốc chế tạo vào cuối những năm 1930 và đã phục vụ trong Chiến tranh Thế giới thứ hai. Chín chiếc đã bị mất trong chiến tranh; trong số những chiếc còn sống sót, bốn chiếc được bán cho Thổ Nhĩ Kỳ và những chiếc còn lại được tháo dỡ.

## Chi tiết thiết kế
Những chiếc trong lớp L và M có một ống khói duy nhất, giống như lớp J trước đó, với một cột ăn-ten trước ba chân và một cột ăn-ten chính ngắn ngay sau giữa tàu. Một điểm đặc biệt là thiết kế cầu tàu: mọi tàu khu trục của Hải quân Hoàng gia từ lớp I cho đến lớp Weapon đều chia sẻ một cầu tàu dạng hình nêm, bao gồm một phòng lái chống đạn, được nâng cao để hoa tiêu có thể nhìn bên trên các khẩu pháo. Việc nâng chiều cao các khẩu pháo trên lớp L đã khiến cho phòng lái phải được nâng cao hơn nữa, và mái dốc của phòng lái nhằm dẫn hướng gió đến bệ la bàn hầu như phẳng. Đặc tính này là điểm độc đáo của lớp L và M.
Khi được đặt hàng, lớp tàu bao gồm một soái hạm khu trục và 7 tàu khu trục. Mỗi chiếc được trang bị sáu khẩu pháo 4,7 inch (120 mm) và tám ống phóng ngư lôi. Vũ khí tầm gần vẫn còn đang chờ để được quyết định, khi thời hạn để giao hàng là một yếu tố then chốt. Vũ khí trang bị cho lớp là một đề tài được tranh luận đáng kể, khi mà đề nghị về vũ khí phòng không mạnh mẽ hơn cho những con tàu này cuối cùng cũng được Bộ Hải quân Anh lắng nghe. Việc này có được là nhờ những bài học thu được qua cuộc Nội chiến Tây Ban Nha, nơi mà máy bay quân sự giờ đây đã tiến triển đến mức là một mối đe dọa chủ yếu cho các mục tiêu trên đất liền và trên biển.
Chúng là những tàu khu trục Anh đầu tiên có các bệ pháo hoàn toàn kín. Chúng cũng tiếp nối một thực hành, vốn bắt đầu từ lớp J, là chiếc soái hạm dẫn đầu Laforey hầu như không thể phân biệt so với phần còn lại của lớp, chỉ có cabin rộng rãi hơn và thiết bị vô tuyến tốt hơn.

### Dàn vũ khí chính
Khi được đặt hàng, những chiếc lớp L dự định mang sáu khẩu pháo QF 4,7 inch (120 mm) Mk XI trên các tháp pháo nòng đôi Mark XX ở các vị trí 'A', 'B', và 'X'. Bệ 'X' có góc bắn ước lượng 320° ở góc nâng thấp và 360° ở góc nâng khoảng 20°. Bản thân pháo Mark XI là một sự cải tiến đáng kể khi nó bắn ra đạn pháo nặng 62 lb (28 kg) so với đạn pháo 50 lb (23 kg) trên lớp J dẫn trước. Bệ Mark XX hoàn toàn kín và dự định hoạt động ở mọi thời tiết; nhưng trong thực tế thủy thủ đoàn không dễ chịu. Nó cũng cho phép các khẩu pháo nâng độc lập với nhau. Bệ Mark XX không phải là một tháp pháo thực sự theo góc độ kỹ thuật, vì hệ thống nạp đạn pháo tách biệt khỏi bệ vũ khí và không xoay theo khẩu pháo. Điều này có nghĩa là việc tiếp đạn khi khẩu pháo xoay hết giới hạn sẽ có gặp khó khăn, và băng chuyền tiếp đạn phải đặt giữa các khẩu pháo như trường hợp pháo 5 inch (130 mm)/38 caliber của Hải quân Hoa Kỳ. Kết quả là các khẩu pháo được đặt rất cách xa nhau.
Bệ Mark XX cho phép tăng góc nâng lên 50° so với 40°Của các phiên bản trước. Tuy nhiên, thời gian đối phó với máy bay đối phương vẫn bị giới hạn, cho dù pháo cỡ trung không hiệu quả lắm đối với máy bay ném bom bổ nhào cho đến khi áp dụng đạn pháo với kíp nổ tiếp cận radar. Hải quân Đế quốc Nhật Bản đã đưa ra pháo 5 inch (130 mm) với góc nâng 70°, nhưng trong phục vụ như một vũ khí phòng không chúng có tính năng thể hiện kém, trong khi pháo 3 inch/38 caliber trên bệ Mark 32 của Hải quân Hoa Kỳ có thể năng đến 85°. Pháo 4,5 inch (110 mm) trang bị trên tàu sân bay Ark Royal đã đưa vào phục vụ và có khả năng nâng đến góc 80°, cho dù bệ của chúng không phù hợp cho một tàu cỡ tàu khu trục. Cộng với việc thiếu sót khả năng nâng bằng điện, bệ Mark XX là một sự thỏa hiệp khi lựa chọn cho vai trò phòng không, cho dù nó có ưu điểm khi so sánh với vũ khí tương đương của phe Trục.
Một phát triển khác liên quan đến dàn pháo chính là việc áp dụng tháp kiểm soát hỏa lực kết hợp góc cao/góc thấp HA/LA Mk.IV. Không may là thiết bị này không thể thỏa mãn hoàn toàn ở chế độ góc cao, và nặng hơn ít nhất một tấn. Sau này nó cũng hoạt động, lại không mấy thành công, như là "Tháp K" Mk.I trên những tàu khu trục lớp Z. Các con tàu này sử dụng máy tính kiểm soát hỏa lực góc cao kiểu đồng hồ định thời kíp nổ. Cho dù có những vấn đề như vậy, tháp kiểm soát hỏa lực của lớp L và M cùng radar kiểm soát hỏa lực Kiểu 285 của nó cung cấp việc điều khiển hỏa lực phòng không tốt hơn mọi tàu khu trục tương tự của phe Trục, hầu hết đều không có một hệ thống kiểm soát hỏa lực góc cao và radar chuyên biệt cho điều khiển hỏa lực phòng không.
Như được đặt hàng vào ban đầu, lớp L không có một vũ khí tầm gần, vì các bộ phận khác nhau bất đồng về vũ khí trang bị. Các quan điểm bao gồm trang bị một hay hai dàn pháo QF 2-pounder "pom-pom" phòng không bốn nòng, một "pom-pom" và một súng máy 0,661 inch (16,8 mm) nhiều nòng đang được phát triển, một "pom-pom" và súng máy Vickers 0,5 inch (13 mm) truyền thống, được tranh luận về hiệu quả của cả ba loại vũ khí, càng thêm nóng bỏng do lịch sản xuất sít sao (một khẩu "pom-pom" thứ hai cho mỗi con tàu chỉ có thể sẵn sàng vào năm 1942), tính năng kém của các kiểu súng máy 0.661 được phát triển, và cuộc vận động bởi một số sĩ quan trẻ do Lord Louis Mountbatten dẫn đầu. Cuối cùng, việc phát triển súng máy 0.661 bị bỏ dỡ do nó rõ ràng không thể sẵn sàng và hiệu quả trong một thời biểu nhạy cảm, và giúp đơn giản hóa việc tranh luận.
Việc chiến tranh nổ ra đã giúp tập trung các đầu óc. Vào tháng 2 năm 1940, hai yếu tố đã đưa đến đề nghị thay đổi thiết kế của bốn chiếc lớp L nhằm trang bị hỏa lực chính là pháo QF 4 inch (100 mm) Mk XVI* trên các bệ góc cao/góc thấp (HA/LA) nòng đôi, do nó đã được sử dụng như vũ khí hạng hai trên lớp tàu tuần dương Southampton đã đưa vào hoạt động, và như vũ khí chính cho lớp tàu xà lúp Black Swan đang được chế tạo. Các thay đổi kèm theo bao gồm hai dàn súng máy 0,5 inch (13 mm) bốn nòng. Mọi chiếc trong lớp này ngoại trừ Lightning và Laforey mang một dàn QF 2-pounder "Pom-pom" bốn nòng.
Những bài học rút ra từ Chiến dịch Na Uy và cuộc Triệt thoái Dunkirk đưa đến nhu cầu phải có những thay đổi này, và chúng được chấp thuận vào tháng 7 năm 1940, cũng như bốn dàn pháo hai nòng thay vì chỉ là ba như được đề nghị ban đầu. Dàn pháo thứ tư được bố trí ở phần cuối của cấu trúc thượng tầng phía sau, vốn hạn chế góc bắn của cả hai bệ, nhưng đảm bảo bệ thứ tư vẫn sẵn sàng để sử dụng trong thời tiết xấu. Không phải mọi sĩ quan cấp cao đều chấp thuận, một số bày tỏ công khai quan điểm các con tàu này sẽ không đối chọi thành công với đối thủ tiềm năng của nước ngoài. Kinh nghiệm tại Địa Trung Hải, đặc biệt là của Lực lượng K vốn có hai chiếc lớp L trang bị pháo 4-inch, cho thấy sự suy giảm sức mạnh các khẩu pháo đối với mục tiêu mặt biển được cân bằng lại nhờ tốc độ bắn nhanh hơn.
Việc xem xét lại hỏa lực phòng không vẫn tiếp tục, và đến tháng 10 có quyết định tháo dỡ dàn phóng ngư lôi phía sau để trang bị một dàn pháo 4 inch (100 mm) góc cao thay thế, và đó là cấu hình mà những chiếc trang bị pháo 4,7 inch (120 mm) cuối cùng đi ra biển; cho dù trên một số chiếc còn sống sót, bao gồm Matchless và Marne, dàn phóng ngư lôi phía sau được trang bị lại vào cuối chiến tranh.

### Các cải biến được đề nghị
Vào đầu những năm 1950, người ta đề nghị cải biến năm chiếc còn lại của lớp M cùng với bảy chiếc tàu khu trục trong Chương trình Khẩn cấp Chiến tranh thành những tàu frigate phòng không Kiểu 62. Việc cải biến bao gồm thay thế vũ khí và cảm biến của các con tàu. Đề nghị ban đầu sẽ trang bị một tháp pháo 4 inch nòng đôi, một khẩu đội Bofors 40 mm phòng không nòng đôi và một dàn súng cối Squid chống tàu ngầm. Radar dò tìm trên không Kiểu 982 và 983 sẽ được trang bị, cũng như sonar Kiểu 162 và 166. Vào tháng 3 năm 1952, chương trình được tiết giảm, do các tàu khu trục chiến tranh khẩn cấp quá nhỏ không thể mang những radar nặng hơn. Cuối năm đó, có quyết định thay pháo 4 inch bằng kiểu hải pháo 3 inch/50 caliber nòng đôi của Hoa Kỳ. Kế hoạch cuối cùng bị hủy bỏ vào tháng 5 năm 1954, một phần là do tình trạng của các con tàu và khả năng chịu sốc kém.

## Chế tạo và hoạt động
Lớp L (còn được gọi là lớp Laforey) được chấp thuận trong Dự toán Ngân sách Hải quân 1937. Bốn chiếc trong lớp: Lance, Lively, Legion và Larne được chế tạo với pháo 4 inch (100 mm). Sáu trong số tám chiếc của lớp đã mất trong chiến tranh, hai chiếc còn sống sót bị tháo dỡ vào năm 1948.
Lớp M được chế tạo trong Dự toán Ngân sách Hải quân 1939. Chúng phục vụ cùng Hạm đội Nhà cho đến năm 1944 rồi được chuyển sang Địa Trung Hải. Ba chiếc bị mất trong chiến tranh; trong số năm chiếc còn sống sót, Musketeer bị tháo dỡ năm 1955 và bốn chiếc còn lại được bán cho Thổ Nhĩ Kỳ năm 1958.

## Những chiếc trong lớp
| Tàu                 | Đặt lườn             | Hạ thủy              | Hoạt động            | Số phận |
| Lớp L               | Lớp L                | Lớp L                | Lớp L                | Lớp L |
| ------------------- | -------------------- | -------------------- | -------------------- | --- |
| Laforey             | 1 tháng 3 năm 1939   | 15 tháng 2 năm 1941  | 26 tháng 8 năm 1941  | Đắm do trúng ngư lôi từ tàu ngầm Đức U-223, 30 tháng 3 năm 1944                                              |
| Lance               | 1 tháng 3 năm 1939   | 28 tháng 11 năm 1940 | 13 tháng 5 năm 1941  | Hư hại nặng do trúng bom và xem như tổn thất toàn bộ, 9 tháng 4 năm 1942                                     |
| Gurkha (Larne)      | 18 tháng 10 năm 1938 | 8 tháng 7 năm 1940   | 18 tháng 2 năm 1941  | Đắm do trúng ngư lôi từ tàu ngầm Đức U-133, 17 tháng 1 năm 1942                                              |
| Lively              | 20 tháng 12 năm 1938 | 28 tháng 1 năm 1941  | 20 tháng 7 năm 1941  | Đắm do không kích, 11 tháng 5 năm 1942                                                                       |
| Legion              | 1 tháng 11 năm 1938  | 26 tháng 12 năm 1939 | 19 tháng 12 năm 1940 | Đắm do không kích, 26 tháng 3 năm 1942                                                                       |
| Lightning           | 15 tháng 11 năm 1938 | 22 tháng 4 năm 1940  | 28 tháng 5 năm 1941  | Đắm do trúng ngư lôi từ tàu phóng lôi E-boat Đức, 12 tháng 3 năm 1943                                        |
| Lookout             | 23 tháng 11 năm 1938 | 4 tháng 11 năm 1940  | 30 tháng 1 năm 1942  | Bán để tháo dỡ, 1948                                                                                         |
| Loyal               | 23 tháng 11 năm 1938 | 8 tháng 10 năm 1941  | 31 tháng 10 năm 1942 | Bán để tháo dỡ, 1948                                                                                         |
| Lớp M               |                      |                      |                      | |
| Milne               | 24 tháng 1 năm 1940  | 30 tháng 12 năm 1941 | 6 tháng 8 năm 1942   | Chuyển cho Thổ Nhĩ Kỳ năm 1959 như là chiếc Alp Arslam                                                       |
| Mahratta (Marksman) | 7 tháng 7 năm 1939   | 28 tháng 7 năm 1942  | 1943                 | Đắm do trúng ngư lôi từ tàu ngầm Đức U-990, 25 tháng 2 năm 1944                                              |
| Musketeer           | 7 tháng 12 năm 1939  | 2 tháng 12 năm 1941  | 5 tháng 12 năm 1942  | Bán để tháo dỡ, 1955                                                                                         |
| Myrmidon            | 7 tháng 12 năm 1939  | 2 tháng 3 năm 1942   | 5 tháng 12 năm 1942  | Chuyển cho Hải quân Ba Lan như là chiếc ORP Orkan; đắm do trúng ngư lôi từ tàu ngầm Đức, 8 tháng 10 năm 1943 |
| Matchless           | 14 tháng 9 năm 1940  | 4 tháng 9 năm 1941   | 26 tháng 2 năm 1942  | Chuyển cho Thổ Nhĩ Kỳ năm 1959 như là chiếc Kilicali Pasha                                                   |
| Meteor              | 14 tháng 9 năm 1940  | 3 tháng 11 năm 1941  | 12 tháng 8 năm 1942  | Chuyển cho Thổ Nhĩ Kỳ năm 1959 như là chiếc Piyale Pasha                                                     |
| Marne               | 23 tháng 10 năm 1939 | 30 tháng 10 năm 1940 | 2 tháng 12 năm 1941  | Chuyển cho Thổ Nhĩ Kỳ năm 1959 như là chiếc Maresal Fevzi Cakmak                                             |
| Martin              | 23 tháng 10 năm 1939 | 12 tháng 12 năm 1940 | 4 tháng 8 năm 1942   | Đắm do trúng ngư lôi từ tàu ngầm Đức tại Địa Trung Hải, 10 tháng 11 năm 1942                                 |